# محمدعلی زرندی
محمدعلی زرندی (زادهٔ ۱۳۰۴، تهران – درگذشتهٔ ۶ اردیبهشت ۱۳۷۹، پاریس) مدیر دوبلاژ، صداپیشه، بازیگر و کارگردان اهل ایران بود. وی دوبلور ثابت نورمن ویزدوم بود.

## زندگی‌نامه
محمدعلی زرندی در سال ۱۳۰۴ در تهران متولد شد. وی پس از گذراندن دوره باله زیر نظر «میس کوک» و فعاليت در «گروه ملی باله ايران»، فعاليت هنری خود را از سال ۱۳۲۹ و با بازی در فيلم «شرمسار» به كارگردانی اسماعيل كوشان آغاز كرد.
زرندی کارِ حرفه‌ایِ دوبله را از سال ۱۳۳۱ و با تأسیس «استودیو سانترال» به عنوان مدیر دوبلاژ آغاز کرد و رئیس سندیکای گویندگان فیلم در چند دوره بود. وی به عنوان دوبلور بیشتر به‌جای «نورمن ویزدوم» و در چند فیلم به‌جای «تری توماس» و «دنی کی» حرف می‌زد. اولین فیلمی که از نورمن ویزدوم به ایران آمد، «جنجال در فروشگاه» بود. محمدعلی زرندی با این فیلم تیپ شیرین و جالبی به‌جای نورمن به وجود آورد که استقبال از آن باعث شد تا آخرین فیلمی که از نورمن به ایران آمد، با همین تیپ دوبله شود؛ به‌نحوی که شهرتِ نورمن ویزدوم در ایران تا حدود زیادی مدیون صدای اوست.
محمدعلی زرندی کارگردانی در سینما را از سال ۱۳۳۹ با ساخت فیلم «ستارگان می‌درخشند» به نویسندگی خود تجربه کرد و در چند فیلم دیگر به عنوان فیلم‌نامه‌نویس، بازیگر، کارگردان و تهیه‌کننده به فعالیت خود در سینما ادامه داد. همچنین در سال ۱۳۵۳ وی مجموعه تلویزیونی «غریبه» را با شرکت همسرش «تاجی احمدی» کارگردانی کرد.
محمدعلی زرندی اوایل انقلاب به همراه همسر و فرزندانش به فرانسه مهاجرت کرد و در ششم ارديبهشت ۱۳۷۹ بر اثر سرطان در پاریس دار فانی را وداع گفت.
محمدعلی زرندی به دلیل تشابه اسمی‌اش با «علی زرندی» (خالق تیپ کمدی شاباجی خانم در رادیو) و برای جلوگیری از اشتباه، از نام «زرندی‌فر» استفاده می‌کرد.

## بازیگری
- شرمسار (۱۳۲۹)
- راهزن (۱۳۳۴)
- یعقوب لیث صفاری (۱۳۳۶)
- تنها مرد محله (۱۳۵۱)

## کارگردانی
- ستارگان می‌درخشند (۱۳۳۹)
- روزهای تاریک یک مادر (۱۳۴۶)
- شهر گناه (۱۳۴۹)
- یک خوشگل و هزار مشکل (۱۳۵۰)
- گذر اکبر (۱۳۵۱)
- غریبه (مجموعه تلویزیونی، ۱۳۵۳)

## نویسنده
- ستارگان می‌درخشند (۱۳۳۹)
- هاشم‌خان (۱۳۴۵)
- روزهای تاریک یک مادر (۱۳۴۶)

## تهیه‌کننده
- تنها مرد محله (۱۳۵۱)
- گذر اکبر (۱۳۵۱)

## مدیریت دوبلاژ
- اتوبوسی به نام هوس (۱۹۵۱، الیا کازان)
- در بارانداز (۱۹۵۴، الیا کازان)
- هفت عروس برای هفت برادر (۱۹۵۴، استنلی دانن)
- فاتح (۱۹۵۶، دیک پاول)
- معجزه (۱۹۵۹، اروینگ رپر)
- اسپارتاکوس (۱۹۶۰، استنلی کوبریک)
- ۱۱ سارق در لاس وگاس (۱۹۶۰، لوئیس مایلستون)
- ال سید (۱۹۶۱، آنتونی مان)
- معجزهٔ سیب (۱۹۶۱، فرانک کاپرا)
- فانی (۱۹۶۱، جاشوا لوگن)
- فروغ بی‌پایان (۱۹۶۱، نیکلاس ری)
- پلنگ صورتی (۱۹۶۳، بلیک ادواردز)
- دنیای دیوانه، دیوانه، دیوانه، دیوانه (۱۹۶۳، استنلی کریمر)
- از روسیه با عشق (۱۹۶۳، ترنس یانگ)
- بوئینگ بوئینگ (۱۹۶۵، جان ریچ)
- کت بالو (۱۹۶۵، الیوت سیلورستاین)
- مادام ایکس (۱۹۶۶، دیوید لوول ریچ)
- پابرهنه در پارک (۱۹۶۷، جین ساکس)
- و ...